# Meliboeus episcopalis
Meliboeus episcopalis ist ein Käfer aus der Familie der Prachtkäfer und der Unterfamilie Agrilinae. Die Gattung Meliboeus ist in Europa mit neunzehn Arten vertreten, die auf drei Untergattungen verteilt sind. Meliboeus episcopalis gehört zur Untergattung Meliboeus. Der ungewöhnlich gefärbte Käfer kommt nur im Süden und Osten Europas vor.

## Bemerkung zum Namen
Der Käfer wurde erstmals 1837 von Mannerheim unter dem Namen Agrilus episcopalis beschrieben. Dabei übernimmt Mannerheim den Namen, den Dejean im Katalog zu seiner Sammlung bereits dem Käfer gegeben hatte. Der Namensteil episcopālis (lat. 'bischöflich')  bezieht sich höchstwahrscheinlich auf die bei Käfern selten auftretende Farbe, die in der Beschreibung als supra rubro-aureus (lat. 'oberseits rotgold') wiedergegeben wird und an kardinalsrot erinnert.
Die Art wurde zeitweise in die Gattung Coraebus gestellt.
Die  Gattung Meliboeus wird 1864 von Deyrolle aufgestellt, als er das von Wallace auf den Inseln des Malaiischen Archipels gesammelte Material an Prachtkäfern aufarbeitet. Meliboeus (beziehungsweise Meliboia) wie auch Coraebus sind in der griechischen Mythologie verankerte Namen, die keinen Bezug zu Eigenschaften des Käfers haben. Deyrolle gibt drei Typen für die Gattung Meliboeus an, einer davon ist Meliboeus episcopalis.
Da der Käfer auch anders gefärbt auftreten kann, wurden die Farbvarianten öfter als eigene Arten beschrieben. Obenberger unterscheidet nach der Farbe der Oberseite die Abarten gemmeus (von Abeille de Perrin beschrieben, braun bis kupfrig), saginatus (von Kiesenwetter beschrieben, smaragdgrün) und coelestis (von Obenberger selbst beschrieben, blau). Die purpurfarbene Variante wurde auch als Coraebus purpureus beschrieben (Abb. 1).

## Eigenschaften des Käfers
|                                                     |                                          |
| Abb. 1: Druck bei Gory 1841                         | Abb. 2: Seitenansicht von hinten - unten |
|                                                     |                                          |
| Abb. 3: Punktierung auf Halsschild und Flügeldecken |                                          |

Der sechs bis acht Millimeter große Käfer ist länglich und bis auf den hinteren Bereich der Flügeldecken annähernd zylindrisch. Die ganze Oberseite ist ziemlich grob runzlig punktiert. Dies ruft den Eindruck von Schuppen hervor (Abb. 3). Auffällig ist die unterschiedliche Färbung der Ober- und Unterseite. Im Normalfall ist die Oberseite metallisch schimmernd purpurrot, die Unterseite blass grünlich und fein graugelb behaart (Abb. 2). Die Oberseite kann jedoch auch goldglänzend, grünlich, blau und in seltenen Fällen dunkelgrün sein, wobei dann die purpurne Färbung auf die Ränder zurückgedrängt ist.
Der Kopf ist senkrecht zur Körperachse nach unten ausgerichtet. Er ist stark gewölbt, die Stirn schwach eingedrückt. Die Oberlippe ist mit dem Kopfskelett verwachsen. Die Einlenkungsstellen der Fühler sind tief und mittelgroß. Die Fühler sind knapp so lang wie der Halsschild, glänzend schwarz, und ab dem fünften Glied gesägt. Die mäßig gewölbten, ovalen Augen liegen seitlich und sind hinten sehr weit voneinander entfernt. Ihr Abstand zum Halsschild ist klein.
Der Halsschild ist gewölbt. Er ist breiter als lang und vorn abgestutzt. Die Basis ist an jeder Seite eingebuchtet, in der Mitte gerade abgeschnitten. Die nahezu rechtwinkligen, abgestumpften Hinterwinkel sind erhöht, um den Knien der Vorderbeine Platz zu geben. In Unterschied zur Gattung Coraebus ist der Seitenrand nicht gezähnelt.
Die Vorderbrust besitzt nach hinten einen stark zugespitzten Fortsatz, nach vorn ist sie mit einem breiten Fortsatz (Kinnbinde) erweitert. Die Kinnbinde ist in der Mitte tief und etwa rechtwinklig ausgeschnitten und damit in zwei Lappen geteilt. In den Seiten des ersten Brustabschnittes sind im Gegensatz zu anderen Arten der Gattung keine Längshöhlungen ausgebildet, in die die Fühler eingelegt werden könnten.
Das Schildchen ist spitz dreieckig, im Gegensatz zur Gattung Agrilus hat es keinen Querkiel.
Die Flügeldecken sind zusammen vorn etwa so breit wie der Halsschild. Sie haben schwach ausgebildete Schultern und sind zwischen Schultern und Naht schräg nach hinten außen verlaufend eingedrückt. Ihre Seiten verlaufen vorn annähernd parallel, im letzten Drittel verschmälern sie sich geradlinig und am Ende sind sie einzeln abgerundet. Die Flügeldecken sind pubeszent behaart. Die Flügeldeckennaht ist in den hinteren zwei Dritteln kielartig erhöht.
Die Beine sind mäßig robust. Die schwarzen, fünfgliedrigen Tarsen sind kurz, die ersten vier Glieder etwa gleich lang, das Klauenglied sehr lang (im Taxobild erkennbar). Die Klauen sind an der Basis miteinander verwachsen.
Der Hinterleib ist hinten abgerundet.

## Biologie
Den Käfer findet man in offenen Strauchgesellschaften auf blühenden Pflanzen, hauptsächlich auf Disteln der Gattung Cirsium. Die Entwicklung ist einjährig und erfolgt in Stängeln von Cirsium. Aus Griechenland wird die Art von Mitte April bis Mitte Juli gemeldet.

## Verbreitung
Der Käfer ist ein pontomediterran verbreitet. Er kommt in Europa in Italien und Sizilien, in Kroatien, Nordmazedonien, Ungarn, Bulgarien, Griechenland, dem europäischen Teil der Türkei, den Kykladen, den Nordägäischen Inseln, dem Dodekanes und Kreta vor. Außerhalb Europas findet man die Art im Nahen Osten und in Nordafrika.